# الغديرة (حرض)

تعديل مصدري - تعديل

الغديرة هي إحدى قرى عزلة الشعاب بمديرية حرض التابعة لمحافظة حجة، بلغ تعداد سكانها 17 نسمة حسب تعداد اليمن لعام 2004.